# 샤일로 (조지아주)

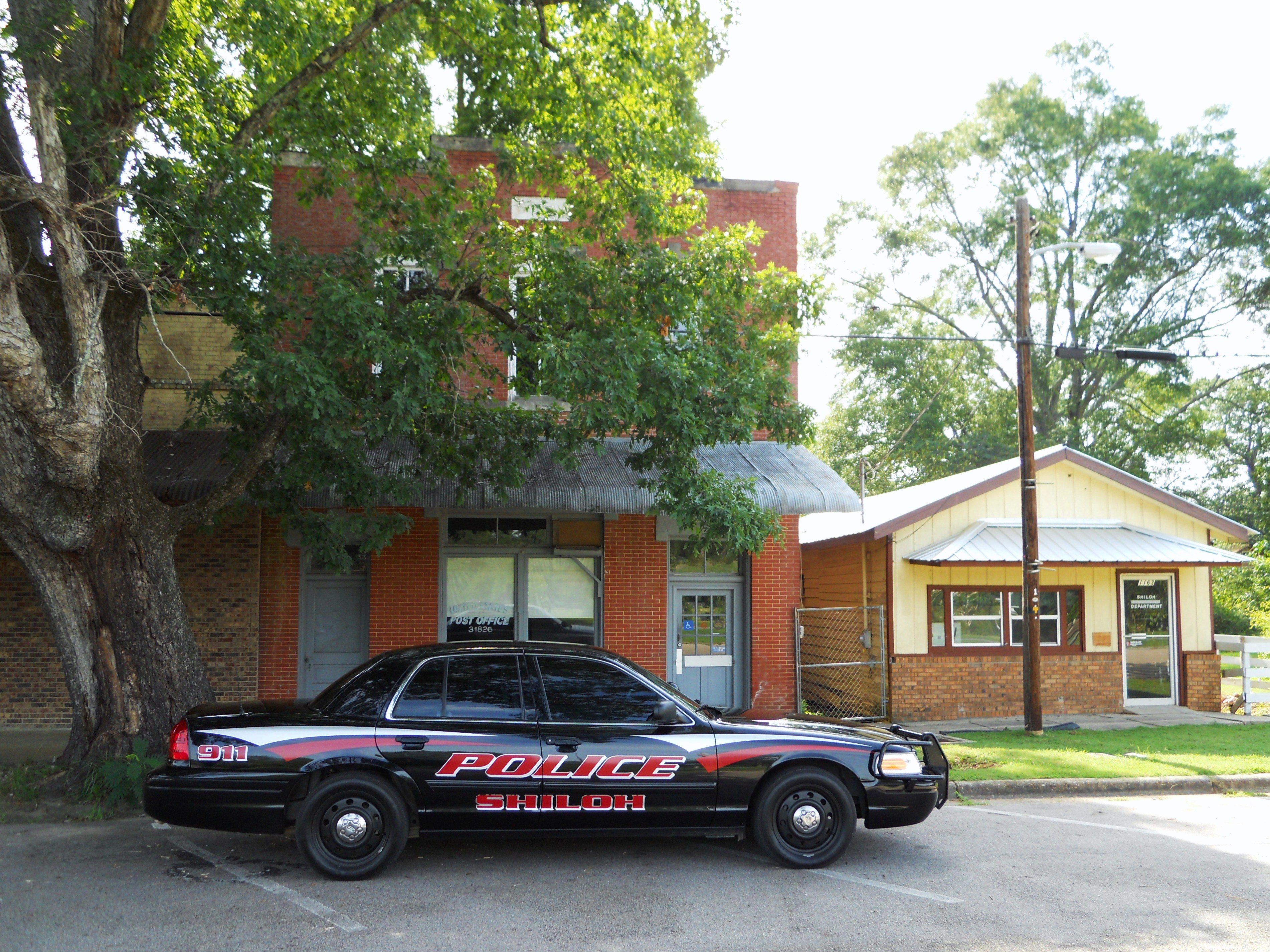
해리스군 샤일로

샤일로(Shiloh)는 미국 조지아주 해리스군의 북동부 끝자락에 위치한 도시이다. 조지아주 콜럼버스의 일부이다. 2010년 인구조사에 따르면 이 지역의 인구 수는 총 445명이다.

## 역사
샤일로라는 이름의 우체국이 1874년 설립되었다. 이 지역의 이름은 지역의 샤일로 침례 교회의 이름을 따서 지어졌는데, 이 교회의 이름 샤일로는 성경 속 지명 샤일로에서 비롯된 것이다.
조지아주 의회는 1961년 샤일로를 통합하였다.

## 인구
| 인구조사              | 인구 | Note  | %±     |
| --------------------- | ---- | ----- | ------ |
| 1970년                | 298  |       | —      |
| 1980년                | 392  |       | 31.5%  |
| 1990년                | 329  |       | −16.1% |
| 2000년                | 423  |       | 28.6%  |
| 2010년                | 445  |       | 5.2%   |
| 2019 (추산)           | 486  | [ 4 ] | 9.2%   |
| U.S. Decennial Census |      |       |        |